# Distrito de Yamango
El distrito de Yamango es uno de los diez distritos que conforman la provincia de Morropón, ubicada en el departamento de Piura, bajo la administración del Gobierno regional de Piura, en el norte del Perú.
Limita al norte y al noroeste con el distrito de Chalaco, al oeste y suroeste con el distrito de San Juan de Bigote, al sur, sudeste y este con el distrito de Lalaquiz, de la provincia de Huancabamba; y al noreste con el distrito de Pacaipampa, de la provincia de Ayabaca.
Desde el punto de vista de la jerarquía de la Iglesia católica, forma parte de la Diócesis de Chulucanas.

## Historia
Por la historia de sus comarcas, data de tiempos prehispánicos y en el  Virreinato por los linderos de su Comunidad Campesina de Yamango; 
se crean las Comunidades de Tamboya y Coca – Mambluque – San Cristóbal; así como la construcción de su templo en 1784. 
En (1837) pertenecía al distrito de Chalaco, provincia de Ayabaca ,  a partir de 1936 a la provincia de Morropón; de igual manera el 13 de marzo de 1883,  Piura le remite carta Lizardo Montero Flores, donde le reporta la usurpación de tierras a las comunidades de Yamango. Tamboya Santa Catalina de Mossa y otras más 
Mediante Ley N° 23762 del 30 de diciembre de 1983, el presidente Fernando Belaúnde Terry crea el Distrito de Yamango y el 1° de enero de 1985 se instala su primer gobierno Municipal, siendo su primer Alcalde el ciudadano Mitridates García Cruz; entonces las Autoridades y pobladores ,acordaron celebrar su fiesta del 1° al 8 de diciembre 

## Hitos y estructura urbana
Cuenta con 2 Centros Poblados (Tamboya y Choco) y 59 caseríos. Cabe mencionar que en el Centro Poblado de Choco se ubica el trapecio andino o mega mirador natural, lugar donde limitan las tres provincias Andinas como son: Huancabamba, Ayabaca y Morropón. Está muy cerca de la laguna “Silla del Inca”, en Choco se encuentran las piedras labradas con orificios mano grabada en roca y otros vestigios que sin investigar.
Así mismo en el Caserío de Huacas se encuentra “El bosque de Pinos” . Las Zonas de Tamboya y Yamango se caracterizan por su gran producción de café orgánico, panela de caña de azúcar, plátanos, naranja, maracuyá y granadilla. Y la zona de Coca su mayor producción es el arroz y la ganadería.
Sus pobladores en general se dedican a la ganadería (crianzas de vacunos, equinos, porcinos, caprinos, ovinos y animales menores) y a la producción de Arroz, café, caña, cacao, yuca, trigo, cebada, papa, camote, oca, olluco y otros productos; también tiene producción frutícola como: naranja, chirimoya, plátano, granadilla, maracuyá, entre otros.
Dentro de sus localidades se encuentran Alto Mayo, Alto Huancabamba, Cajas, Carrizal, Choco, Chontali, Collonayu, El Lúcumo, Huambiche, Jarape, Lanque, Las Huacas, Los Pasajes, Mariano Melgar, Miraflores, Nangay, Nuevo Porvenir, Santa Cruz, Sargento Lores, Sural, Tablones y Vista Alegre.

## Geografía
Tiene una superficie de 216,91 km² y su altura es de 1175 m s. n. m.  Su capital es la localidad de Yamango.  

## Autoridades

### Municipales
- 2019-2022[3]
  - Alcalde: Aquiles Cordova García, del Partido Fuerza Regional Piura"el gallo" (FRP).
  - Regidores: José Andrés López Barco (FRP), Leoncio Huamán Saldaña(FRP), Danit Cruz Huamán (FRP), Wiliam Josè Córdova Córdova (FPR).
- 2011-2014[4]
  - Alcalde: Aquiles Córdova García, del Movimiento de Desarrollo Local (MDL).[5]
  - Regidores: Luis Antonio López Huamán (MDL), Geyby Del Socorro López Barco (MDL), Duber Chamba Ramírez (MDL), Néstor Jiménez Zurita (MDL), Néstor Asdubal Chuquicusma López (Acción Popular).
- 2007-2010
  - Alcalde:

### Religiosas
- Diócesis de Chulucanas[6]
  - Obispo: Mons. Daniel Thomas Turley Murphy (OSA).[7]
- Parroquia
  - Párroco: Pbro.

## Festividades
- Agosto-septiembre: Fiesta de cofradías.
- Septiembre: Celebración de la Virgen de la Merced.
- Octubre: Festividad del Señor Cautivo de Ayabaca y del Señor de los Milagros.
- Diciembre: Aniversario del distrito.